# Martel (ракета)
Martel (бэкр. от Missile Anti-Radar Television, «противорадиолокационная ракета с телевизионным наведением») — англо-французская управляемая ракета класса «воздух—поверхность». Первоначально предназначалась для оснащения палубных истребителей-бомбардировщиков F4K КВВС Великобритании и палубной авиации КВМС Великобритании.

## Варианты и модификации
Разработана в двух базовых вариантах: AS-37 — противорадиолокационная ракета с пассивной радиолокационной головкой самонаведения, AJ.168 — универсальная ракета с телевизионной системой наведения (поступала на вооружение только в Великобритании). Была разработана британской компанией Hawker Siddeley Dynamics совместно с французской фирмой Matra в порядке двустороннего военно-технического сотрудничества (британская команда занималась разработкой AJ.168, в то время как французская разрабатывала AS-37). К работе над командной радиолинией управления ракетой были привлечены Marconi Radar Systems в Великобритании и Electronique Marcel Dassault во Франции. Противорадиолокационная ракета AS-37 была принята на вооружение в 1969 году. Усовершенствованный вариант AS-37 под названием ARMAT был разработан французскими ракетостроителями самостоятельно и поступил на вооружение ВВС Франции и КВВС Великобритании в 1984 году. Указанные варианты ракеты внешне отличаются между собой формой головной части — самонаводящаяся противорадиолокационная ракета оснащена остроконечным коническим обтекателем, ракета с телевизионной системой наведения имеет головную часть цилиндрической формы с выпуклым прозрачным колпаком.

## Тактико-технические характеристики
Источники информации : 
Общие сведения
- Категории поражаемых целей — стационарные наземные объекты

Система наведения

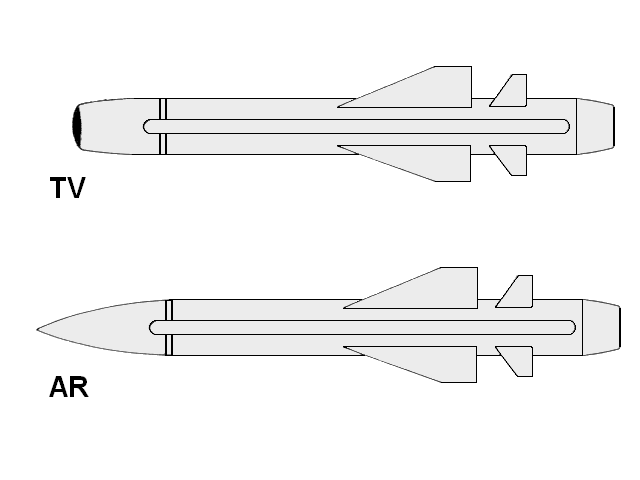
теленаводящаяся AJ.168 (вверху) и самонаводящаяся AS-37 (внизу) ракеты

- Устройство наведения ракеты на цель

- AS-37 — пассивная радиолокационная головка самонаведения
- AJ.168 — телевизионное наведение
- ARMAT — пассивная радиолокационная головка самонаведения

Зона обстрела
- Минимальная дальность до цели

- AS-37 — 15 км
- AJ.168 — 36 км

- Максимальная дальность до цели

- AS-37 и AJ.168 — 60 км
- ARMAT — 120 км

Аэродинамические характеристики
- Аэродинамическая компоновочная схема — нормальная
- Маршевая скорость полёта — 1111 км/ч

Массо-габаритные характеристики
- Длина — 4180 мм
- Диаметр корпуса — 400 мм
- Диаметр оперения — 1200 мм
- Масса ракеты — 550 кг

Боевая часть
- Тип БЧ

- AS-37 и AJ.168 — кумулятивно-фугасная, эффект Мижней-Шардина
- ARMAT — кумулятивно-фугасная или ЯБЧ

- Масса БЧ — 150 кг
- Мощность ЯБЧ — 100 … 150 кт
- Тип предохранительно-исполнительного механизма — неконтактного действия, радиолокационный, срабатывание на объём

Двигательная установка
- Тип ДУ — РДТТ

## Носители

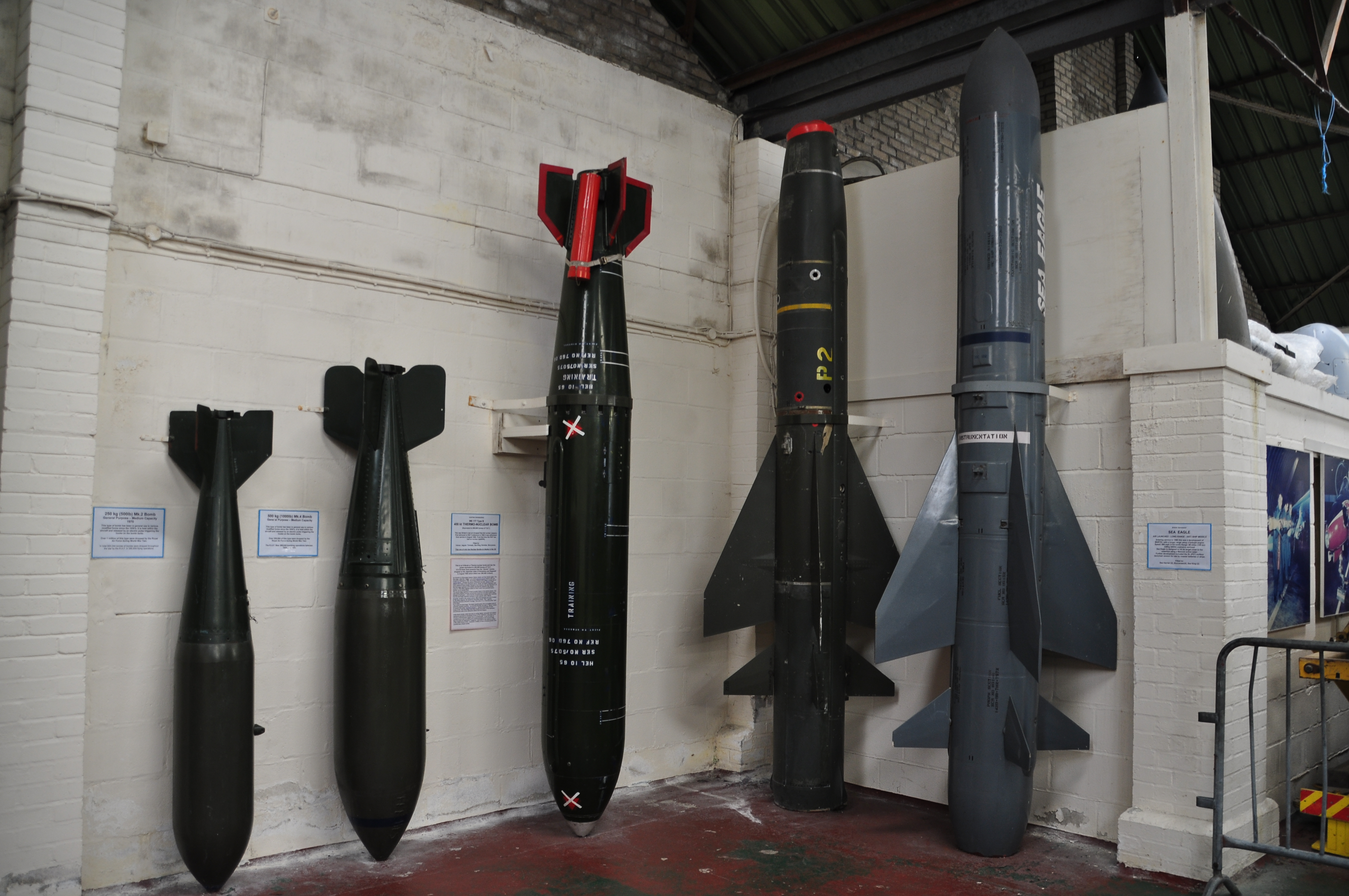
Ракеты «Мартел» и «Си игл» (справа) и различные авиабомбы (слева)

Ракетами Martel обоих типов оснащались самолёты:
- F-4 Phantom (испытания)
- Mirage III
- Mirage IV (испытания)
- Jaguar
- Bucaneer
- Buccaneer S.2 (испытания)
- Harrier
- Atlantic
- Nimrod

Ракеты ARMAT входят в состав вооружения самолётов:
- Mirage III
- Mirage 2000
- Jaguar

## Операторы
Нынешние

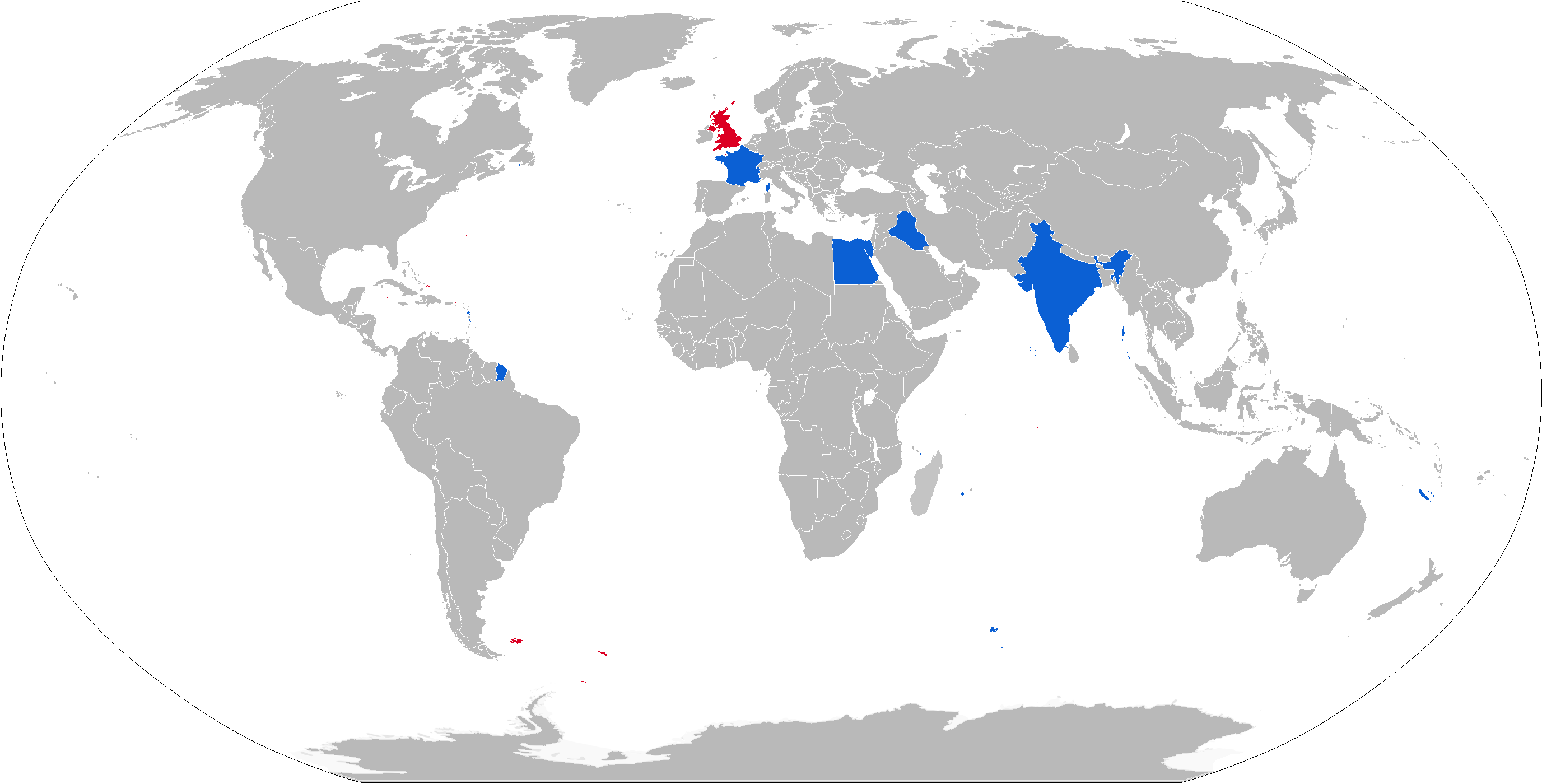
Карта стран, имевших или имеющих на вооружении ракеты «Мартел» различных модификаций

- Военно-воздушные силы Египта
- Военно-воздушные силы Индии
- Военно-воздушные силы Франции

Бывшие
- Королевские военно-воздушные силы Великобритании
- Военно-воздушные силы Ирака

Будущие
В начале сентября 2024 года стало известно, что Британия направит Украине 650 ракет Martlet для поддержки системы противовоздушной обороны. Поставка первой партии ожидается до конца года, сумма контракта составит 213 миллионов долларов.